# وادي عمورية

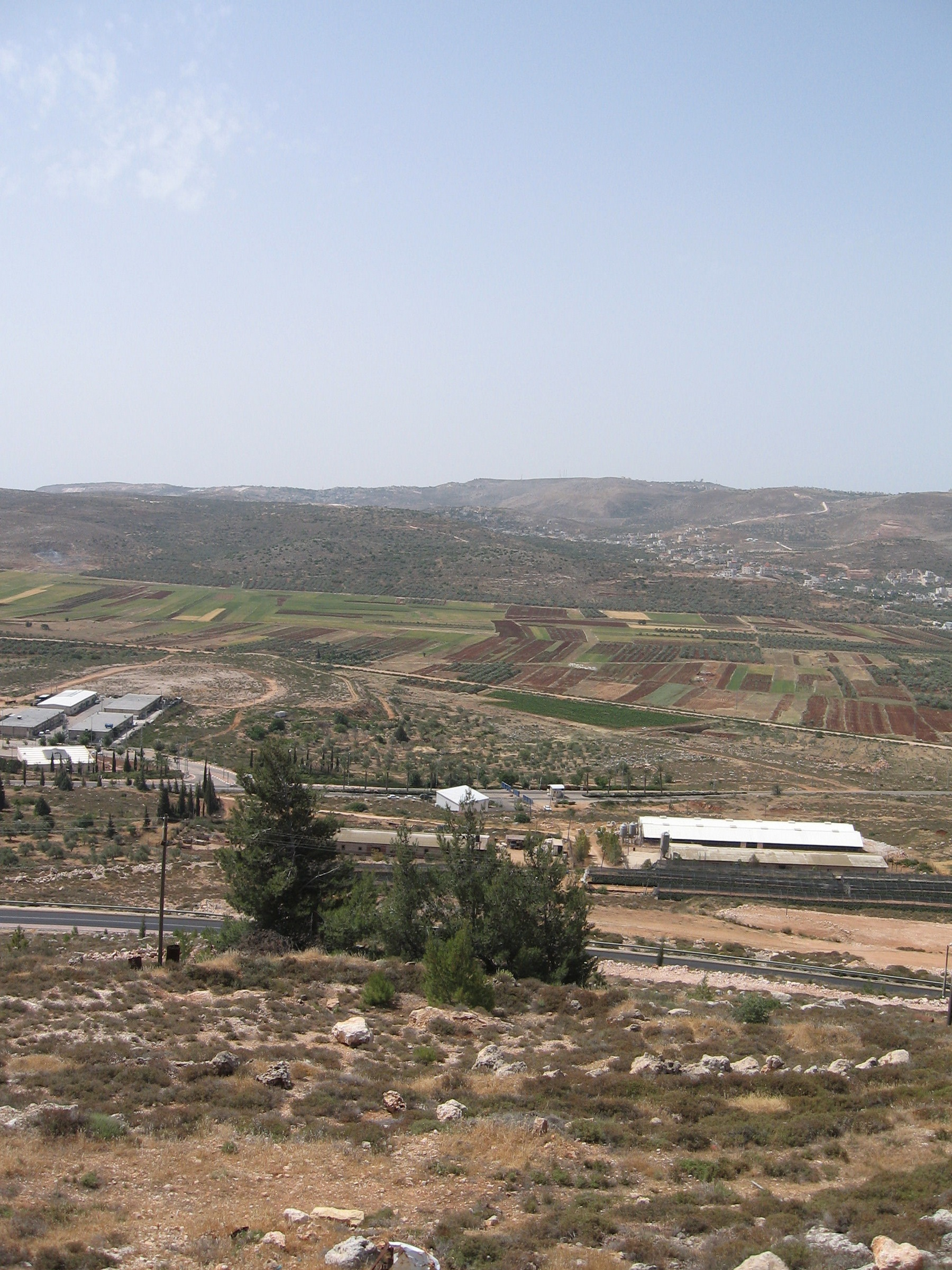
وادي عمورية

وادي عمورية هو انحدار طبيعي بين الهضاب المجاورة، وهو مكون من جدران صخرية عالية يمتد من شمال رام الله حتى جنوب مستوطنة أريئيل المقامة على أراضي مدينة سلفيت، يرتفع عن سطح البحر 700م.
يشكل وادي عمورية من الشمال مع وادي خلة البيارة من الجنوب المجرى الأعلى لوادي البيطار المتجه نحو وادي الصرار.

## الإستيطان
لا يزال الإحتلال الإسرائيلي يمارس السيطرة على الأراضي الفلسطينية بدءاً من عام 1967 وحتى وقتنا الحالي.
في 21 فبراير 2020 أصدر بينيت قراراً يمنع الفلسطينيون من البناء في المناطق القريبة من التجمع الاستيطاني بنيامين، وهي مناطق قريبة من وادي عمورية ومصنفة كمنطقة ب حسب اتفاقية أوسلو، وهي منطقة تخضع كحكم إداري أمني للسلطة الوطنية الفلسطينية.